# خليج ماساشوستس
خليج ماساتشوسيس كانت مقاطعة خليج ماساشوستس مُستعمرة ملكية في شمال أمريكا وواحدة من الثلاثين ولاية الأصلية في الولايات المتحدة. في 7 أكتوبر/تشرين الأول عام 1691، قام كلاً من وليام وماري؛ الملكين المشتركين لممالك إنجلترا، واسكتلندا، وايرلندا بتوقيع ميثاق امتياز مقاطعة خليج ماساشوستس. أصبح الميثاق سارياً منذ 14 مايو/أيار عام 1692، وتضمن الميثاق مُستعمرة خليج ماساشوستس، ومُستعمرة بليموث، ومحافظة ماين، وجزيرة مارثا فينيارد، وجزيرة نانتوكيت، ومقاطعة نوفاسكوشا، ومقاطعة نيوبرونزويك. تعد ولاية ماساشوستس الخليفة المباشر؛ حيث أصبحت ماين ولاية مُستقلة في الولايات المتحدة، كما أصبحت كلاً من نوفاسكوشا ونيوبرو نزويك ماقطعات كندية.
إن اسم ماساشوستس مُشتق من اسم قبيلة تُدعي ماساشوستس، وهي قبيلة تتحدث اللغات الألغنقوية. ويتم ترجمة هذا الاسم إلي «في التل الكبير» أو «في مكان التلال الكبيرة» أو «سلسلة التلال» في إشارة لمحمية التلال الزرقاء، وبالتحديد التل الأزرق العظيم.